# Symmetrieargument
Het symmetrieargument is een filosofisch argument tegen de angst voor de dood, geponeerd door de epicuristische dichter en filosoof Titus Lucretius Carus. 

## Het symmetrieargument

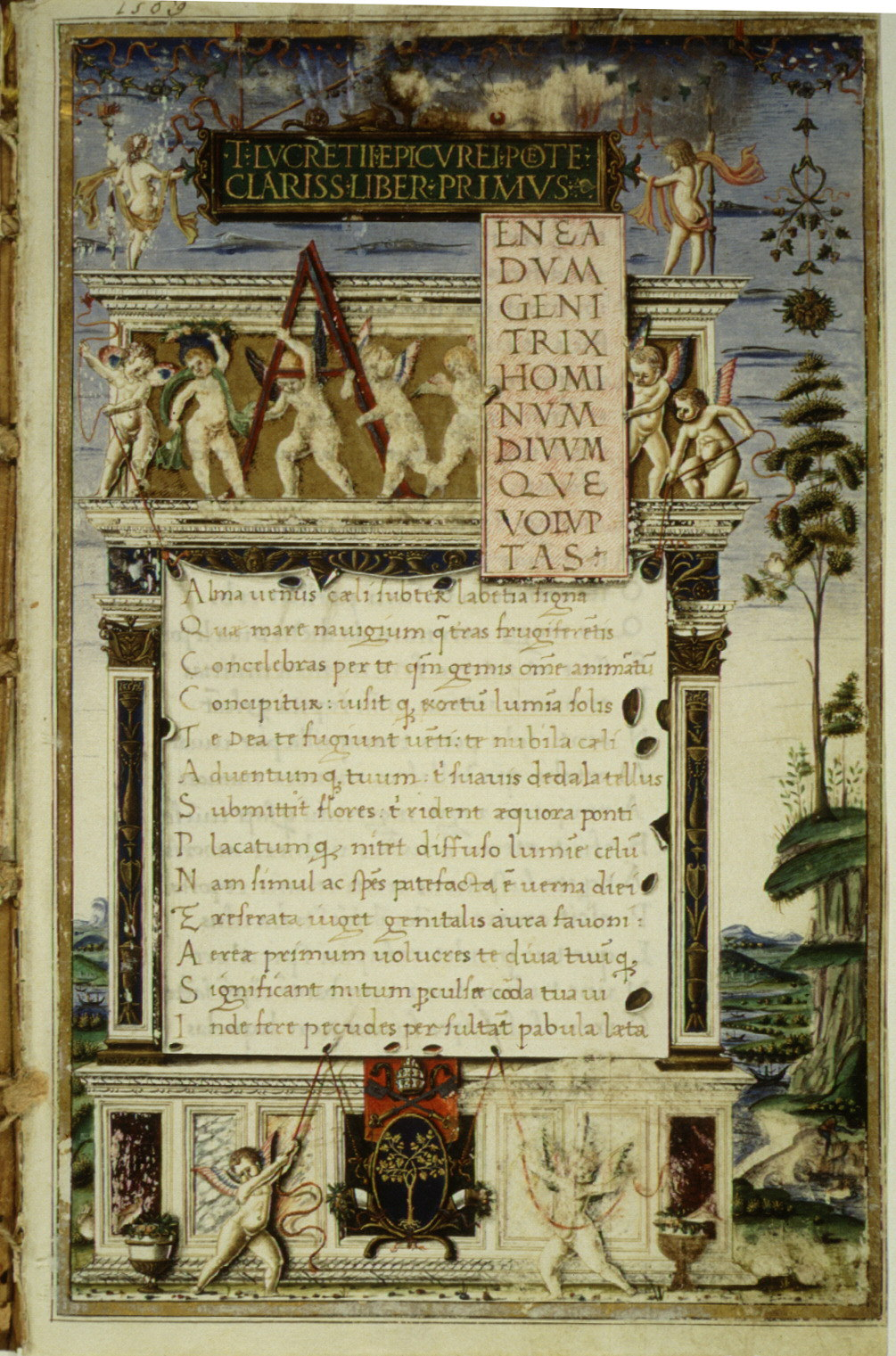
Manuscript van Lucretius' De Rerum Natura (1483)

In het derde boek van zijn  De Rerum Natura wijdt Lucretius uit over de dood. Alvorens het symmetrieargument te poneren bespreekt Lucretius eerst hoe de dood een natuurlijk fenomeen is en dat de wens voor onsterfelijkheid een onnatuurlijk en zelfs schadelijk verlangen is. Het onnatuurlijke verlangen om niet te sterven is inherent verbonden met een angst voor de dood, als een soort geneesmiddel poneert Lucretius het symmetrieargument om deze angst weg te nemen. Het symmetrieargument is uiteindelijk terug te vinden in de volgende twee fragmenten:
| Fragment 1 | Fragment 2 |
| --- | --- |
| "Zoals in het verleden wij geen rampspoed merkten toen allerwegen Puniërs ten strijde trokken, de hele wereld opgeschud door oorlogsonrust onder de hoge hemelkusten bevend sidderde, in twijfel onder welke heerschappij te land, ter zee de hele mensheid zich zou moeten buigen, zo zal, als wij niet meer zijn en scheiding plaatsvond van ziel en lichaam waaruit wij verenigd waren, ons die er dan niet zullen zijn, natuurlijk niets kunnen gebeuren en ons bewustzijn verontrusten, al zullen land en zee en hemel zich vermengen." — Lucretius, De Rerum Natura, 3.832-42. | "Bezie hoe de voorbije duur van eeuwige tijd vóór wij geboren werden, voor ons niet heeft bestaan. Die houdt dus de natuur als spiegel voor ons op van de tijdsduur die tot slot na onze dood zal volgen. Wordt er iets zichtbaar in, wat huivering wekt of droefheid, is het beeld niet onbezorgder dan elke vorm van slaap?" — Lucretius, De Rerum Natura, 3.972-7. |

Het symmetrieargument is gestoeld op een gelijkstelling van de periode voor de geboorte met de periode na de dood. Gelijke zaken moeten gelijk worden behandeld en zoals er geen (nare) ervaring toegeschreven kan worden aan de periode voor de geboorte, zo zal ook de periode na de dood geen (nare) ervaring opleveren.
De periode voor de geboorte is daarmee een spiegel voor wat men wacht na de dood, aldus Lucretius. Beide periodes zijn voor Lucretius  symmetrisch in zowel hun oneindige tijdsduur als in hun indifferentie. 
Middels het symmetrieargument tracht Lucretius dus op een rationele wijze de irrationaliteit van de angst voor de dood aan te tonen. Naast het aantonen van de irrationaliteit van deze angst is het symmetrieargument voornamelijk bedoeld om de mensen van deze angst te bevrijden.

## Filosofische achtergrond

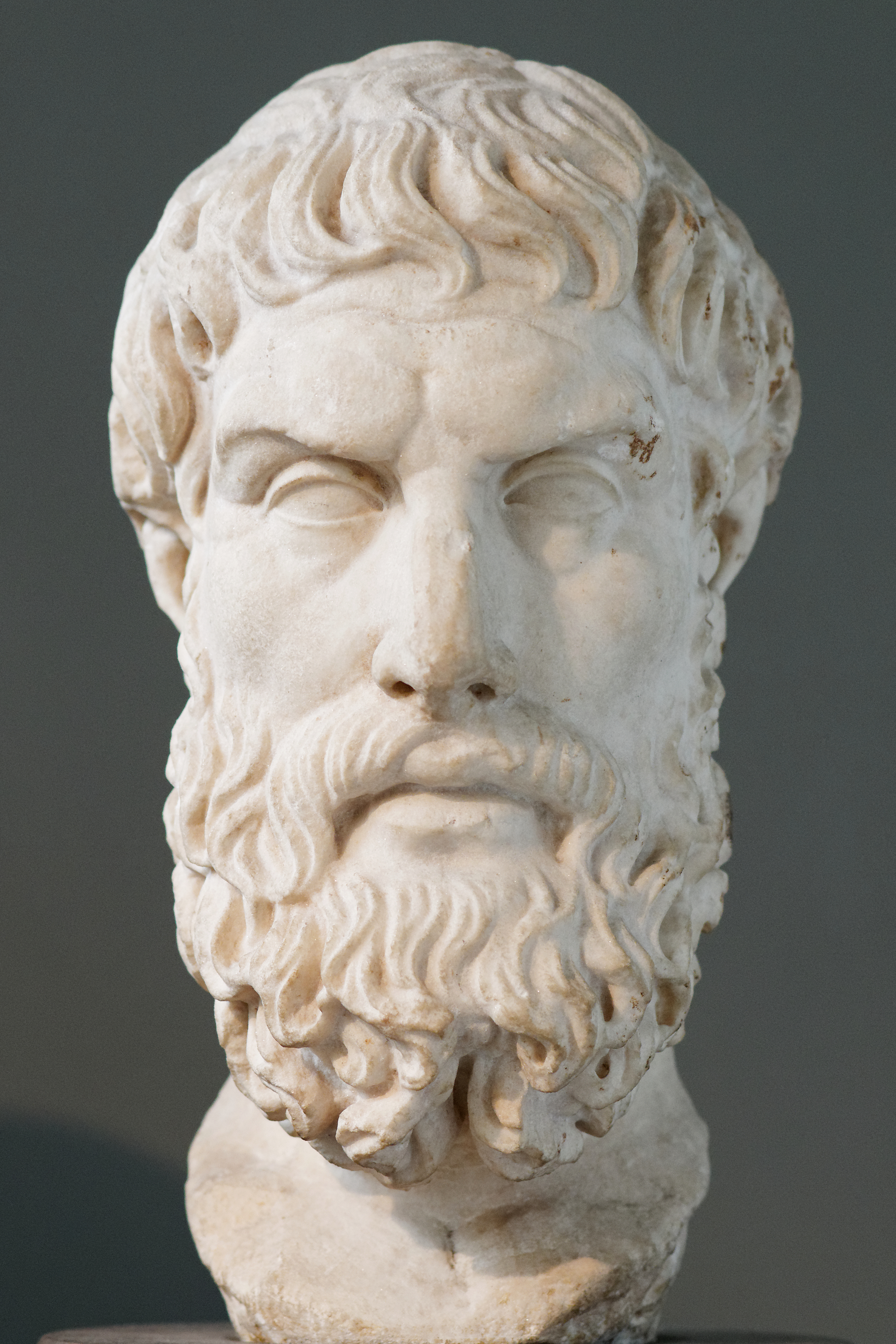
Buste van Epicurus

Het symmetrieargument moet begrepen worden tegen de achtergrond van het Epicurisme. Binnen het Epicurisme wordt de angst voor de dood gezien als een irrationele angst die een persoon belemmert in het bereiken van ataraxia (Αταραξία). Een belangrijke gedachtegang waar Lucretius met zijn symmetrieargument op voortbouwt is terug te vinden bij de oprichter van de Epicuristische school, Epicurus:
 "Het meest huiveringwekkende van alle kwaden, de dood, is dan ook niet iets dat ons aangaat, want wanneer wij er zijn, is de dood er niet, en wanneer de dood er is, zijn wij er niet meer."—  Epicurus, Brief aan Menoikeus, 125.
Epicurus lokaliseert het hoogste goed in genot. Specifiek, genot als een afwezigheid van pijn op zowel lichamelijk als geestelijk vlak. Iets is goed voor een persoon als het genot bevordert en slecht als het genot verhindert. Het is een vereiste dat een persoon zich bewust is van het wel of niet ervaren genot om de eerder genoemde staat van ataraxie te bereiken.
Bewustzijn is voor Epicurus onlosmakelijk verbonden met de samenstelling van atomen die het lichaam en de ziel constitueren. De dood is op haar beurt het uiteenvallen van deze samenstelling en daarmee maakt de dood het bewustzijn van de dood als iets 'goeds' of iets 'slechts' onmogelijk. Lucretius ziet eenzelfde afwezigheid aan samenstelling van atomen in de periode voor onze geboorte, op deze manier fundeert hij de symmetrie tussen de periode voor de geboorte en de periode na de dood.

## Kritiek op het symmetrieargument

### Thomas Nagel
Een moderne kritiek op het symmetrieargument is afkomstig van de Amerikaanse filosoof Thomas Nagel. Nagel bestrijdt Lucretius' opvatting dat er een symmetrie bestaat tussen de periode voor onze geboorte en de periode na onze dood. Nagel onderschrijft de Epicuristische veronderstelling dat het dood zijn niet ervaren kan worden als slecht, dood zijn betekent immers verstoken zijn van waarneming. Volgens Nagel bestaat het kwaad van de dood dus niet in het feit dat wij niks ervaren als wij dood zijn maar moet het kwaad van de dood veeleer gezocht worden in het feit dat de dood ons leven ontneemt. Nagel probeert met de volgende twee argumenten de asymmetrie tussen de periode voor de geboorte en de periode na de dood aan te tonen:
1. De periode voor de geboorte ontneemt niks aan het leven, de periode na de dood wel.[10]
2. Eerder geboren worden maakt iemand een ander persoon, eerder sterven niet.[10]

Vervolgens stelt Nagel dat wij moeten concluderen dat er dus geen symmetrie bestaat tussen de periode voor de geboorte en de periode na de dood, beide periodes zijn immers niet volledig symmetrisch volgens Nagel. De kritiek van Thomas Nagel wordt in de literatuur ook wel The deprivation argument genoemd en wordt gezien als een zeer invloedrijke tegenhanger van het symmetrieargument.